# T-Palette Records
La T-Palette Records è un'etichetta discografica indipendente giapponese di proprietà della catena di negozi di musica Tower Records, fondata il 3 giugno 2011 e specializzata nella gestione, produzione e distribuzione di gruppi vocali di idol femminili.

## Artisti
È indicata la data d'ingresso del gruppo nella casa discografica e l'eventuale provenienza.

### Attuali
- Vanilla Beans, 06/2011 da Tokuma Japan Communications
- Negicco, 07/2011 da Tokuma Japan Communications
- Shizukaze, 11/2011; attualmente integrate con le KIZUNA con il nome di Shizukaze & KIZUNA
- KIZUNA, 03/2012; acquisite dall'etichetta come integrazione alle Shizukaze, attualmente con il nome di Shizukaze & KIZUNA
- Lyrical School, 08/2012 da File Records[1]
- アップアップガールズ（仮）（2012年12月 - ） - アップフロントワークスから参加。『アップアップガールズ（仮）1st LIVE 代官山決戦（仮）』にて発表[2]。
- ライムベリー（2013年3月[3] - ） - エアリーズエンタテインメントから参加[4]。
- キャラメル☆リボン（2013年夏[5] - ）
- NA-NA（2013年夏[5] - ）
- ワンリルキス（2013年夏[6] - ）
- 姫崎愛未（2014年2月 - ） - LinQメンバー（1期生）。『T-Palette Records 感謝祭2013』にてソロ・プロジェクト始動を発表[7]。

### Precedenti
- LinQ, 11/2011~02/2013
- Tomato n'Pine; hanno pubblicato un solo DVD